# Последњи скаут
Последњи скаут (енгл. The Last Boy Scout) је америчка криминалистичка акциона филмска комедија Тонија Скота из 1991. године, по сценарију Шејна Блека.
Детектив, који невољно преузима посао телохранитеља једне стриптизете, бива уплетен у убиства и корупцију, све повезано са наизглед чистим светом америчког фудбала. Након што је убијена, то наводи њега и жртвиног дечка да истраже злочин, који води до корумпираног политичара и поквареног власника фудбалског тима.

## Радња
Џо Халенбек је бивши телохранитељ америчког председника Картера, једном му је чак и спасао живот, а сада је приватни детектив без много праксе, губитник, циник и пијаница. А све зато што је Џо чисти шампион морала и правде, „последњи извиђач“. Избачен је из америчке тајне службе само зато што је претукао једног високог званичника који се испоставио као сексуални садиста када је ухваћен како туче проститутку.
Једног дана, враћајући се кући ујутро, Џо открива љубавника своје жене, који је такође његов најбољи пријатељ и пословни партнер, Мајк, у спаваћој соби. После кратке истраге, Мајк напушта Џоову кућу и одмах бива убијен када му ауто експлодира.
Непосредно пре овога, Мајк је дао Џоу ново наређење преко телефона - да ради као телохранитељ за стриптизету по имену Кори. Џо одлази у стриптиз бар, где се први пут сусреће са Кориним дечком - бившим играчем америчког фудбала Џимијем Диксом, који је избачен из Националне фудбалске лиге после скандала са клађењем и дрогом. Када је Дикс био активан играч, Џо је био обожавалац његовог атлетског талента. Чим Кори успе да напусти бар, и она умире од руке унајмљених убица. Џо успева само да сазна да је неко претио Кори. Заједно са Џимијем Диксом одлазе у њену кућу да сазнају разлоге за покушај атентата. У Корином дому откривају снимак касете о тајним преговорима између власника клуба у којем је Џими играо како би се легализовали фудбалско клађење.
Џо Халенбек и Џими Дикс стоје на путу моћној мафији, која прво покушава да подмити, а затим и убије корумпираног сенатора Бејнарда (исти садиста који је Џоу дао отказ) – председника комисије која одлучује да ли ће дозволити легално клађење или не. Хеленбек и Дикс успевају да спрече покушај атентата на сенатора и спасу Џоову ћерку, од смрти, коју су киднаповали криминалци. Као резултат тога, када се све успешно реши, Џо позива Џимија да постане његов партнер у детективском послу.

## Улоге
| Глумац           | Улога                  |
| ---------------- | ---------------------- |
| Брус Вилис       | Џо Халенбек            |
| Дејмон Вејанс    | Џими Дикс              |
| Челси Филд       | Сара Халенбек          |
| Ноубл Вилингем   | Шелдон Маркоун         |
| Тејлор Негрон    | Мајло                  |
| Данијела Харис   | Деријан Халенбек       |
| Хали Бери        | Кори                   |
| Брус Макгил      | Мајк Метјуз            |
| Ким Коутс        | Чет                    |
| Челси Рос        | сенатор Калвин Бејнард |
| Џо Сантос        | поручник Бен Бесало    |
| Кларенс Фелдер   | детектив Мик МекКаски  |
| Тони Лонго       | „Велики Реј“ Волтон    |
| Френк Колисон    | Пабло                  |
| Бађа Ђола        | убица из уличице       |
| Били Бленкс      | Били Коул              |
| Еди Грифин       | стриптиз клуб Ди Џеј   |
| Сара Сузан Браун | стриптизета            |
| Рајан Кутрона    | Харп                   |
| Мајкл Папаџон    | плаћени убица          |
| Џек Келер        | зеленаш                |
| Мени Пери        | разбојник са цигаром   |
| Рик Дукоман      | власник базена         |
| Морис Честнат    | клинац из свлачионице  |